# Estación de Sanllehy
La estación de Sanllehy de las líneas 9 y 10 del metro de Barcelona dará servicio a la zona de la plaza de Sanllehy. La estación está ubicada en la plaza de Sanllehy con la calle de Ramiro de Maetzu y la avenida de Pompeu Fabra. La estación tendrá un acceso con ascensores y escaleras mecánicas. Se prevé su inauguración en 2030 como muy pronto.
| << cabecera | < estación | línea  | estación >                       | cabecera >> |
| ----------- | ---------- | ------ | -------------------------------- | ----------- |
| Metro       |            |        |                                  |             |
| Aeroport T1 | Muntanya   | (2027) | Guinardó \| Hospital de Sant Pau | Can Zam     |
| Pratenc     | Muntanya   | (2027) | Guinardó \| Hospital de Sant Pau | Gorg        |